# アンダースタディ
アンダースタディ (英語: understudy) は、演劇において、主要な役柄を演じる俳優に不慮の事態が生じる場合に備え、予めその代役を務められるように準備をすること、また、そのような準備をし、公演中待機している俳優。メリアム＝ウェブスターによれば、英語での初出は、動詞としては1874年、名詞としては1882年とされる。
アンダースタディは、当初から当該の役柄を稽古し、リハーサル等もおこなうものであり、事故があってから急遽立てられる代役とは異なる。不慮の事態が生じなければ舞台に立つことはない場合には、稽古代役と称されることもある。また、端役として舞台に立つ者が、予め主要な役柄のアンダースタディを割り当てられていることもある。
アンダースタディには、実績は足りなくとも、実力を備えた若手俳優が配されることがある。
特に、オペラの場合、アンダースタディを公募することもしばしばある。
一方、ミュージカルの場合、主役級の複数の役柄をアンダースタディしている出演者が用意され、これをスイング、スウィング (swing) と称する。